# أم ترتدي السراويل الضيقة (فلم)
أم ترتدي السراويل الضيقة (بالإنجليزية: Mother Wore Tights) هو فيلم تم إنتاجه في الولايات المتحدة وصدر في سنة 1947.

## ترشيحات وجوائز
| السنة | الحدث  | الفئة               | النتيجة |
| ----- | ------ | ------------------- | ------- |
|       | أوسكار | أفضل موسيقى تصويرية | فوز     |

## الميزانية والإيرادات
حقق أرباحا تقدر بـ 5.1 مليون دولار (/ Canada rentals).

## وصلات خارجية
- مقالات تستعمل روابط فنية بلا صلة مع ويكي بيانات